# È tornato Sabata... hai chiuso un'altra volta!
È tornato Sabata... hai chiuso un'altra volta! è un film del 1971 diretto da Gianfranco Parolini.
È il seguito di Ehi amico... c'è Sabata. Hai chiuso!.

## Trama
Un astuto irlandese, Joel McIntock, con la promessa di costruire nuovi ospedali, scuole, strade, e quant'altro, con la complicità del banchiere della città, impone ai cittadini di Hobsonville delle tasse inique. Sabata, ex maggiore dell'esercito sudista, lavora in un circo come pistolero imbattibile e, giunto nella cittadina, fiuta il raggiro dell'irlandese. Inoltre, un suo amico del circo sparisce e la sua ragazza viene trovata morta.
Mentre tutti pensano al delitto passionale, Sabata è l'unico a sapere che quello che lavorava per il circo come prestigiatore era anche un abile falsario. In città, grazie ad un suo ex commilitone, il tenente Clive McGregor e con l'aiuto di un imbonitore e di due abilissimi ladruncoli, Sabata riesce a sventare i numerosi tentativi di ucciderlo della banda di Joel e a riprendere l'oro che Joel McIntock voleva sostituire con i dollari del falsario scomparso.

## Accoglienza
Nel 1978 il film è stato inserito nella lista dei 50 peggiori film di sempre nel libro The Fifty Worst Films of All Time.

## Distribuzione

### Il titolo
Come spesso succedeva per gli spaghetti western, molti altri produttori, per attirare pubblico ai botteghini, inserirono il nome di Sabata nei titoli dei propri film, anche se il film, in realtà, non aveva niente in comune con il personaggio ideato da Parolini.

### Titoli stranieri
All'estero il film è uscito come:
- El retorn de Sabata (Spagna)
- Le retour de Sabata (Francia)
- Return of Sabata (Stati Uniti)
- Sabata kehrt zurück (Germania)
- Sabatan paluu (Finlandia)
- Sabatas återkomst (Svezia)

## Galleria d'immagini

La grancassa modificata di Bronco
La pistola di Sabata, 4 canne sopra...
...e 3 sotto!
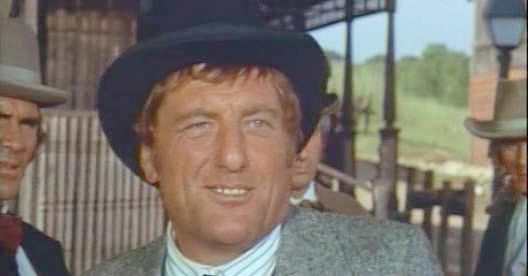
Giampiero Albertini sul set